# Seydou Boro
Pour les articles homonymes, voir Boro.
Seydou Boro, né le 20 février 1968 à Ouagadougou au Burkina Faso, est un comédien, danseur, chorégraphe, chanteur et musicien burkinabé.

## Biographie
Seydou Boro est tout d'abord footballeur au Rail Club du Kadiogo de 1986 à 1988 puis étudiant en gestion informatique. 
Il débute en 1990 une formation au sein de la compagnie de théâtre Feeren, dirigée par son oncle Amadou Bourou. Il devient comédien de théâtre et joue dans les pièces Marafootage (1991) d'Amadou Bourou, Œdipe Roi de Sophocle et les films L'Héritage du griot de Dani Kouyaté et Le Royaume du passage d'Éric Cloué.
En 1992, il intègre la compagnie de la chorégraphe Mathilde Monnier à Montpellier où il participe aux différentes créations comme Pour Antigone, Nuit, Arrêtez, arrêtons, arrête, et Les lieux de là. C'est à cette occasion qu'il rencontre le danseur et chorégraphe Salia Sanou. En 1995, il devient son assistant et participe à sa première création chorégraphique Le Siècle des fous. Ils fondent ensemble la Compagnie Salia nï Seydou en 1995.
Avec Salia Sanou, il fonde en 2006 le premier Centre de développement chorégraphique (CDC) en Afrique intitulé « CDC - La Termitière », sur le modèle des CDC français, qui est situé à Ouagadougou. Ce centre organise chaque année le Festival Dialogues du corps,. Il est également avec Salia Sanou en résidence longue au Centre national de la danse à Pantin de 2008 à 2011. 
En 2010, Seydou Boro crée sa propre compagnie Corps d’hommes.

## Chorégraphies

### En collaboration avecSalia Sanou
- 1996 : Le Siècle des fous, Premier Prix du concours de danse contemporaine d'Afrique en créations
- 1997 : Figninto, l'œil trouvé
- 2000 : Taagalà, le voyageur
- 2002 : Weeleni, l'appel
- 2005 : Djan-djo
- 2006 : Un pas de côté
- 2007 : C'est-à-dire
- 2008 : Poussières de sang

### Auteur
- 2006 : Concert d'un homme décousu
- 2011 : Le Tango du cheval
- 2013 : Pourquoi la hyène a les pattes inférieures plus courtes que celles de devant et le singe les fesses pelées ?
- 2016 : Le cri de la chair
- 2019 : Kotéba

## Filmographie

### Acteur
- 1998 : You Are Welcome de Fenia Papadodima
- 2003 : Clandestin de Philippe Larue — Mo
- 2006 : Paris, je t'aime, section « Place des Fêtes » d'Oliver Schmitz — Hassan

### Auteur et réalisateur
- 1999 : La rencontre, moyen métrage[6]
- 2002 : La danseuse d'ébène, moyen métrage[7]

## Discographie
- Kanou, 2010
- Hôrôn, Label Bleu, 2016